# Referendo na Itália em 2016
O Referendo na Itália em 2016 foi um referendo sobre a perfuração de poços de petróleo e gás natural que foi realizado na Itália em 17 de abril de 2016. O referendo foi sobre a proposta de revogação de uma lei que permite que as concessões de perfuração de petróleo e gás e a extração de hidrocarbonetos dentro de 12 milhas náuticas da costa italiana sejam prolongadas até o esgotamento da vida útil dos campos.
Embora 86% votaram a favor da revogação da lei, a taxa de participação de 31% ficou abaixo da maioria limiar necessária para validar o resultado.
Foi o primeiro referendo solicitado por pelo menos cinco Conselhos Regionais na história da República Italiana: todas as 66 perguntas de referendos anteriores desde 1974 foram feitas após a recolha de assinaturas.

## Resultados
| Escolha                                     | Votos      | %     |
| ------------------------------------------- | ---------- | ----- |
| Sim                                         | 13.334.607 | 85,85 |
| Não                                         | 2.198.715  | 14,15 |
| Votos inválidos, nulos ou em branco         | 273.166    | –     |
| Total                                       | 15.806.488 | 100   |
| Eleitores registrados e Participação        | 50.681.772 | 31,19 |
| Fonte: Ministério do Interior (em italiano) |            |       |

| Voto popular | Voto popular | Voto popular | Voto popular | Voto popular |
| ------------ | ------------ | ------------ | ------------ | ------------ |
|              |              |              |              |              |
| Sim          | Sim          |              | 85,85%       | 85,85%       |
| Não          | Não          |              | 14,15%       | 14,15%       |